# N932 (België)
De N932 is een gewestweg in de Belgische provincie Namen met een lengte van ongeveer 27 kilometer. De route gaat van Godinne in de gemeente Yvoir overwegend in westzuidwestelijke richting naar Fraire (Walcourt) nabij de provinciegrens met Henegouwen.

## Verloop
De weg begint vlak buiten Godinne in het verlengde van de N92, op de linker oever van de Maas, daar waar de Rue du Pont met een rotonde aansluit. Na bijna negen kilometer is er weer een rotonde, waar de N951 gekruist wordt. Ruim zes kilometer verder, vlak voor Mettet wordt de N98 gekruist en weer ruim zeven kilometer verder de N975. Vandaar is het nog vijf kilometer naar de toerit met de N5/E420 bij Fraire. Ongenummerd en als plaatselijke weg voert hij dan naar Chastrès.